# Marcepan (singel)
Marcepan – singel polskiej piosenkarki Sanah. Singel został wydany 20 kwietnia 2023.
Kompozycja znalazła się na 6. miejscu listy OLiA, najczęściej odtwarzanych utworów w polskich rozgłośniach radiowych. Nagranie otrzymało w Polsce status diamentowego singla, przekraczając liczbę 250 tysięcy sprzedanych kopii.

## Geneza utworu i historia wydania
Utwór napisali i skomponowali Zuzanna Grabowska, Dominic Buczkowski-Wojtaszek i Patryk Kumór, natomiast jego produkcją zajęli się Buczkowski-Wojtaszek, Kumór oraz Jan Bielecki.
Singel ukazał się w formacie digital download 20 kwietnia 2023 w Polsce za pośrednictwem wytwórni płytowej Magic Records w dystrybucji Universal Music Polska.

## „Marcepan” w stacjach radiowych
Nagranie było notowane na 6. miejscu w zestawieniu OLiA, najczęściej odtwarzanych utworów w polskich rozgłośniach radiowych.

## Teledysk
Do utworu powstał teledysk w reżyserii samej piosenkarki, Katarzyny Grabek i Michała Pańszczyka, który udostępniono w dniu premiery singla za pośrednictwem serwisu YouTube.

## Kontrowersje

### Kontrowersyjny tekst i cenzura singla w radiach
W maju Arkadiusz Wojciechowski, redaktor naczelny Radia Elka postanowił zdjąć utwór z anteny, za sprawą kontrowersyjnego tekstu piosenki:

Jak człowiek się tak zastanowi, to mu się lampka ostrzegawcza musi zapalić: młodzi ludzie przecież nie powinni być częstowani takim przekazem. Zdania o papierosach nie są wtrącone mimochodem, nie mają uzasadnionego przez autorkę szczególnego miejsce w piosence, tylko jest to szlagwort. Artystka ma prawo tak napisać i zaśpiewać, a my możemy po prostu nie zagrać tej jednej jedynej piosenki. Mamy do tego prawo.

Wojciechowski zapewnia, że stacja nie ma nic przeciwko piosenkarce i dodaje, że obok ochrony młodzieży ważne jest też to, że w ustawie o radiofonii są zapisy zakazujące reklamy tytoniu na antenie: 

[...] Piosenki w dzisiejszych czasach naszpikowane są takimi produktami. No i OK, z reguły zgadzamy się na to, ale w tym przypadku jest problem, bo pada konkretna nazwa papierosów. Więc uznałem, że trzeba chronić młodych ludzi. [...] »Halo, trochę to poszło za daleko, trochę to wszystko przegrzaliśmy«. My nie chcemy w tym uczestniczyć. Mamy obowiązek dbać o to, żeby przyglądać się temu, co puszczamy, a nie puszczać wszystko, jak stado baranów.

Management piosenkarki potwierdził, że tekst kompozycji nie powstał w wyniku żadnej współpracy – czy to reklamowej, czy barterowej czy żadnej innej – z koncernem, będącym odpowiedzialnym za dystrybucję produktów Marlboro.
Następnie w radiach opublikowano nową wersję singla (tzw. „Marcepan (z cenzurą)”), zawierającą zmieniony tekst piosenki (m.in. wers „Marlboro palić chciał w moim aucie” zastąpiono słowami: „Zadymę zrobić chciał w mom aucie”).

## Lista utworów
- Digital download[2]

1. „Marcepan” – 3:08

## Notowania
| Kraj   | Lista (2023)             | Najwyższa pozycja |
| ------ | ------------------------ | ----------------- |
| Polska | Billboard Poland Songs   | 1                 |
| Polska | OLiS – single w streamie | 1                 |

| Kraj   | Lista (2023)                   | Najwyższa pozycja |
| ------ | ------------------------------ | ----------------- |
| Polska | OLiS – oficjalna lista airplay | 6                 |

| Kraj   | Lista (2023)             | Pozycja |
| ------ | ------------------------ | ------- |
| Polska | OLiS – single w streamie | 12      |

## Certyfikaty
| Kraj          | Certyfikat       | Sprzedaż |
| ------------- | ---------------- | -------- |
| Polska (ZPAV) | diamentowa płyta | 250 000+ |

## Wyróżnienia
| Rok  | Konkurs                  | Kategoria                   | Rezultat    |
| ---- | ------------------------ | --------------------------- | ----------- |
| 2023 | Gorąca 100               | 100 największych hitów 2023 | 48. miejsce |
| 2023 | Przebój roku RMF FM 2023 | Przebój roku                | 35. miejsce |